# Mattersdorf-Forchtenstein
Die Adelsfamilie der Grafen von Mattersdorf-Forchtenstein (ungarisch: Nagymartoni, später: Fraknói) war ein ungarisches Adelsgeschlecht im Burgenland und in Westungarn.

## Geschichte
Die Mattersdorf-Forchtensteiner Grafen stammten aus Aragonien im heutigen Spanien ab. Nachdem ihre Burg in Mattersdorf geschleift wurde, errichteten sie die Burg Forchtenstein (ungarisch: Fraknó vára). Auch das Schloss Kobersdorf war im Besitz der Familie. Sie unterstützten ihre Verbündeten, die Herren von Güns, in der Güssinger Fehde gegen den österreichischen Herzog Albrecht I. Sie waren auch Begründer der Grafschaft Forchtenstein.
Die Grafen von Mattersdorf-Forchtenstein besaßen neben ihren ausgedehnten Besitzungen in Ungarn auch mehrere Herrschaften in Niederösterreich, der Steiermark und Kärnten. Mehrere Forchtensteiner waren, bedingt auch durch die benachbarte Lage, mit österreichischen Adeligen verheiratet. Der 1445 erbenlos verstorbene Wilhelm von Forchtenstein hatte seinen Stammsitz und mehrere andere westungarische Herrschaften vor seinem Tod um 150.000 Gulden an den späteren österreichischen Herzog Albrecht VI. verpfändet, was angesichts der sich damals abzeichnenden österreichisch-ungarischen Kriegsgefahr wohl lediglich als „Stillhalteabkommen“ verstanden werden darf. Als aber im selben Jahr tatsächlich der Krieg ausbrach, besetzte Albrecht nach dem Tod Wilhelms, sich auf die Verpfändung berufend, Forchtenstein und die anderen Burgen und begründete damit eine nahezu zweihundertjährige Phase der Unterstellung weiter westungarischer Gebiete unter österreichische Verwaltung und Steuerhoheit. Die Familiengruft der Mattersdorf-Forchtensteiner befindet sich im Stift Neukloster in Wiener Neustadt.

## Familien-Wappen

Das Gemeindewappen von Bajót basiert auf den Familienwappen der Mattersdorf-Forchtensteiner

Das Siegel des Grafen Paul von Mattersdorf als königlicher Hofrichter zeigt einen widersehenden, auf einem Felsen stehenden Adler, dessen Flüge von Tatzenkreuzchen überhöht sind. Angeblich soll die Familie dieses Siegelzeichen schon in Spanien geführt haben. Die Umschrift dieses Siegels lautet: S.COMITIS.PAULI.IUDICIS.CURIE.REGIS. Das Siegel stammt daher aus der Zeit von 1328 bis 1349. Das dem Siegel entsprechende Familienwappen, von dem mehrere Varianten überliefert sind, weist in seiner vollständigsten Form im weißen (silbernen) Schild einen von einem roten Felsen auffliegenden, golden bewehrten und gekrönten schwarzen Adler auf, dessen Flüge von breitendigen roten Kreuzchen überhöht sind. Das Familienwappen der Mattersdorf-Forchtensteiner findet heute als Landeswappen des Burgenlandes und auch der Gemeinde Bajót im ungarischen Komitat Komárom-Esztergom (Komorn-Gran) Verwendung.

## Burgenländisches Landeswappen

Das Landeswappen des Burgenlands basiert auf den Familienwappen der Familien Mattersdorf-Forchtenstein und der Herren von Güns.

Das Wappen des Burgenlandes basiert auf den Familienwappen der beiden mittelalterlichen Familien der Grafen von Mattersdorf-Forchtenstein und Güns-Güssing. Aus den spärlichen mittelalterlichen Quellen erarbeitete Alfred Anthony von Siegenfeld eine „Idealversion“ der beiden Familienwappen: „In Silber auf einem wachsenden roten Felsen stehend ein golden gekrönter und ebenso gewaffneter auffliegender und widersehender schwarzer Adler, dessen Flügel von je einem breitendigen roten Kreuzchen überhöht sind“ (Mattersdorf-Forchtensteiner) beziehungsweise „ein dreimal von Rot und Kürsch gespaltener Schild“ (Güns-Güssinger). Die beiden Wappen wurden aus ästhetischen Gründen so kombiniert, dass das Wappen der Güns-Güssinger als Herzschild auf der Brust des Mattersdorf-Forchtensteiner Adlers zu liegen kam. Dieses Wappen wurde am 1. August 1922 vom burgenländischen Landtag als Landeswappen des Burgenlandes angenommen.